# اسکات جیمز رمنانت
اسکات جیمز رمنانت (به انگلیسی: Scott James Remnant) (زاده ۱۸ ژوئیه ۱۹۸۰) توسعه‌دهنده نرم‌افزار آزاد است. اسکات یک توسعه‌دهنده بلند مدت در پروژه دبیان تا سال ۲۰۰۶ بود. او همچنین در شرکت کنونیکال ال‌تی‌دی، به عنوان «مدیر توسعه‌دهنده اوبونتو» در توزیع لینوکس اوبونتو، مشغول به کار بود. اسکات هم‌اکنون در شرکت گوگل مشغول به کار است.

## کارها
- اسکات وقتی که توسعه‌دهنده دبیان بود، چند بسته نرم‌افزاری مهم از جمله لیب‌تول و دی‌پی‌کی‌جی را نگه‌داری می‌کرد.
- او نویسنده یک برنامه آماده‌سازی سیستم به نام آپ‌استارت است.
- او سیستم گرداورنده پلانت وبلاگ را توسعه داده است.
- او تا اکتبر ۲۰۱۱ در هیئت فنی اوبونتو کار کرده است.

## زندگی شخصی
اسکات یک همجنسگرای علنی است. اسکات باور دارد که علنی بودن همجنس‌گرایی به خاطر حمایت کردن از دیگر همجنس‌گراها در جامعه متن‌باز از اهمیت برخوردار است.